# Русская катакомбная церковь истинно-православных христиан
Русская катакомбная церковь истинно-православных христиан (сокращённо РКЦ ИПХ), включает в себя Русское православное национал-социалистическое движение — малочисленная неканоническая незарегистрированная ультраправая экстремистская религиозная группа, декларирующая своё преемство катакомбной церкви, появившейся после революции и ставшей заметным явлением после декларации 1927 года митрополита Сергия о лояльности православной церкви в отношении советской власти.
Активную миссионерскую работу ИПХ проводят среди общин «альтернативного православия». Некоторые исследователи определяют её как псевдоправославную секту. Согласно Игорю Барыгину, «в основной ритуал группы введено поклонение «Святому Гитлеру», который для этого случая изображён на соответствующей иконе».
Основатель: Амвросий (Сиверс).

## История
РКЦ ИПХ декларирует своё происхождение от православной катакомбной иерархии, отделившейся от Русской православной церкви после 1927 года и существовавшей далее подпольно. По утверждению лидера РКЦ ИПХ Амвросия Сиверса, в 1994 году катакомбный епископ Амфилохий (Шибанов) посвятил его в сан. В том же году было объявлено о восстановлении «Готфской епархии». Общеизвестная биография Амвросия (Сиверса) базируется преимущественно на его свидетельствах, согласно которым, редколлегия сборника «Религия и права человека» опубликовала биографическую справку о нём, где говорится:
«В 1978—1984 гг. учился на катакомбных „Богословских курсах трех степеней“, с 1977 г. духовно окормлялся отцами из „катакомб“ — иеромонахом Василием (фон Ренне) и иеромонахом Виссарионом (Мищенковым) и пребывал в катакомбноми скиту Преображения Господня на Кавказе. В 1985 г. пострижен в мантию иеромонахом Виссарионом. В начале 1990-х гг. вошёл в общение с Русской Православной Зарубежной Церковью (карловацкой)».
Как пишет Дмитрий Поспеловский, Амвросий (Сиверс) в 1991 году стал иеромонахом РПЦЗ, возглавив несколько общин для немцев православного вероисповедания.
С 1999 года официальным печатным органом ИПХ признан всероссийский вестник «Русское Православие», издававшийся в 1999—2003 годах под руководством писателя Вячеслава Крыжановского, автора книги «Кто есть кто в российских катакомбах», и наставника прихода ИПХ во имя св. Димитрия Гдовского в г. Санкт-Петербург.
22 июня 2006 года архиепископ Амвросий провёл в Москве молебен по случаю 65-летия начала «Второй Гражданской войны против большевизма».
31 октября 2007 года московская община ИПХ освятила икону «св. прав. Атаульфа, Вождя Германского» (Адольфа Гитлера).

## Раскол под руководством Д. Ю. Руцкого
В апреле 2005 года в среде ИПХ произошёл раскол, инициированный лидером чебоксарской Ильинской общины, главой «духовного суда» церкви — иеромонахом Димитрием (в миру Руцкий Дмитрий Юрьевич, житель Чебоксар), который объявил себя местоблюстителем Готфской епархии.
«Катакомбная» община св. пророка Божия Илии существует в Чебоксарах, как утверждают её последователи, с 25 марта 1988 года. В июне 1990 года община легализовалась как «Школа духовных знаний» при клубе Чебоксарского агрегатного завода. В 2003 году община поставила в известность о своей деятельности в качестве религиозной группы Управление Минюста РФ по Чувашии. Общину возглавляет «духовный наставник Галина Диаконисия», а председателем «духовного суда» общины является «Димитрий Анафемат». Последним, как учредителем, в 2003 г. зарегистрирована некоммерческая организация — Благотворительный фонд легализации истинного православия «Новый Аввакум», находящийся в г. Чебоксары (Чувашская Республика), президентом фонда стала Чекмарева Галина Леонидовна. Данное учреждение снято с регистрации (закрыто) 29 января 2010 года
Со своей стороны, Высокопреосвященнейший Амвросий Архиепископ Готфский 9 апреля 2005 года предал анафеме «Димку Рутского».

## Учение
Эксперты Московского бюро по правам человека считают, что РКЦ ИПХ «причудливым образом синтезирует „катакомбное“ православие в версии ИПЦ с национал-социализмом и расизмом, с преобладанием последнего».
Катакомбная церковь истинных православных христиан признает себя частью Вселенской православной восточной церкви. Со времени апостола Андрея она существовала как Церковь Скифская, с III века как Церковь Готфская (имеется в виду Крымская Готия, где христианство фиксируется с IV века), с IX века как Русская митрополия Константинопольской патриархии, с 1448 года автокефальная, с 1593-го — Московский патриархат. Далее признаются все русские Церковные соборы за исключением Большого Московского. С 1928 года на катакомбном положении. Признаются «тайные» Соборы 1948 (Чирчикский) и 1961 (Никольский) годов. Категорически отвергается сергианство.
Вы анафематствовали сергианство, — а это основной критерий для Истинного Православия (Владыка Амвросий)
В Катакомбной церкви высшим иерархом считается епископ, избираемый паствой. В условиях гонений вводится институт «странствующих священников», могущих путешествовать в мирской одежде. Возрождается чин диаконисс. Главой общины может быть мирянин наставник (мирской игумен). Истинно православным христианам категорически запрещается состоять в коммунистической партии, комсомоле, пионерских, исламских, еврейских организациях и участвовать в выборах власти, учиться и быть учителями, заниматься в спортивных секциях или художественных студиях, ходить в театр, служить в армии, курить. Мужчинам запрещено брить бороды, а женщинам — стричь волосы. Богослужение может совершаться по минимуму, то есть сводиться к молитве и чтению Псалтыри. Для совершения Евхаристии необходимо красное виноградное вино и квасной хлеб. Вступление в общину совершается через обряд оглашения и отречения от предшествующих заблуждений. Крещение осуществляется через трёхкратное погружение или полное обливание.
В отношении брака возраст брачующихся в ИПХ снижен до 13 (для мужчин) и 11 (для женщин) лет, тем не менее запрещены браки с инорасовыми элементами (евреми и хамитами негроидного типа).
Впоследствии Амвросий Сиверс отверг иконопочитание и авторитет Вселенских соборов:
Учение о непогрешимости Вселенского Собора ложно
Отношение к язычеству у ИПХ неоднозначное: с одной стороны, есть отвратительное суеверие, а с другой — «древняя первоначальная религия праотца Ноя»
В РКЦ ИПХ отвергается учение о Троице:
Я даже сейчас не буду говорить о тринитарной доктрине, часто уклоняющуюся в тритеизм (Владыка Амвросий)

## Критика
Уже в 2000 году историк РПЦ Журавский Александр Владимирович резко раскритиковал Амвросия (Сиверса) и его исторические версии, обвинив последнего в самозванстве и подлоге (Подробнее: Журавский А. В. Светская и церковная историография о взаимоотношениях правой оппозиции и митрополита Сергия (Страгородского) // Нестор: ежеквартальный журнал истории и культуры России и Восточной Европы. — 2000. — № 1. — С. 343—372).
В 2002 году с критикой церковной юрисдикции Амвросия (Сиверса) выступил также Макаркин Алексей Владимирович — первый вице-президент фонда «Центр политических технологий» в статье «Альтернативное православие в России: история и современное состояние» (Журнал «Полития». 2002. No 1 (24). С. 118—129).
В 2007 году с разоблачениями в адрес архиепископа Амвросия (Сиверса) и его соратника — епископа Ноя (Носкова) из Перми выступил российский журналист и публицист, директор аналитического центра «Сова» Верховский, Александр Маркович и его соавтор по сборнику Антон Шеховцов, обвинившие Сиверса в причастности к созданию в Перми под руководством Носкова ультраправого «Русского православного национал-социалистического движения» (РПНСД) с его газетой «Мировоззрение». По словам Верховского и Шеховцова:
«Переход в „Катакомбную Церковь ИПХ“ Сиверса и создание Свято-Михаило-Архангельской общины в Перми стали результатом недовольства Носкова и его радикально настроенных союзников аполитичностью других религиозных организаций. Сопоставление материалов „Мировоззрения“ и текстов, представленных на интернет-сайте „Катакомбной Церкви“, указывает на то, что идеи Сиверса являются не только первичными по отношению к идеологии РПНСД, но и доминируют в ней» (Подробнее: Верховский А. Верхи и низы русского национализма. Москва: Информационно-аналитический центр «Сова», 2007. С. 210—213).
В 2009 году Верховский и его соавтор Галина Кожевникова утверждали, что в религиозном аспекте партия «Память» до начала 1990-х гг была ориентирована на РПЦЗ, в первом же десятилетии XXI в. перешла под начало катакомбных течений Русской катакомбной церкви истинных православных христиан (Подробнее: Национально-патриотический фронт «Память» // Радикальный русский национализм: структуры, идеи, лица: Справочник / сост. А. Верховский, Г. Кожевникова. М.: Центр «Сова», 2009. С. 215—216).
Также в 2009 году с критическим разбором деятельности РКЦ ИПХ выступил историк Фирсов Сергей Львович из Санкт-Петербурга (Фирсов С. Л. Адольф Мюнхенский и Иосиф Великий — политические «святые» религиозных маргиналов // Вестник Русской христианской гуманитар-ной академии. 2009. Т. 10, № 2. С. 234—261)".